# KGB-cellen (Tallinn)

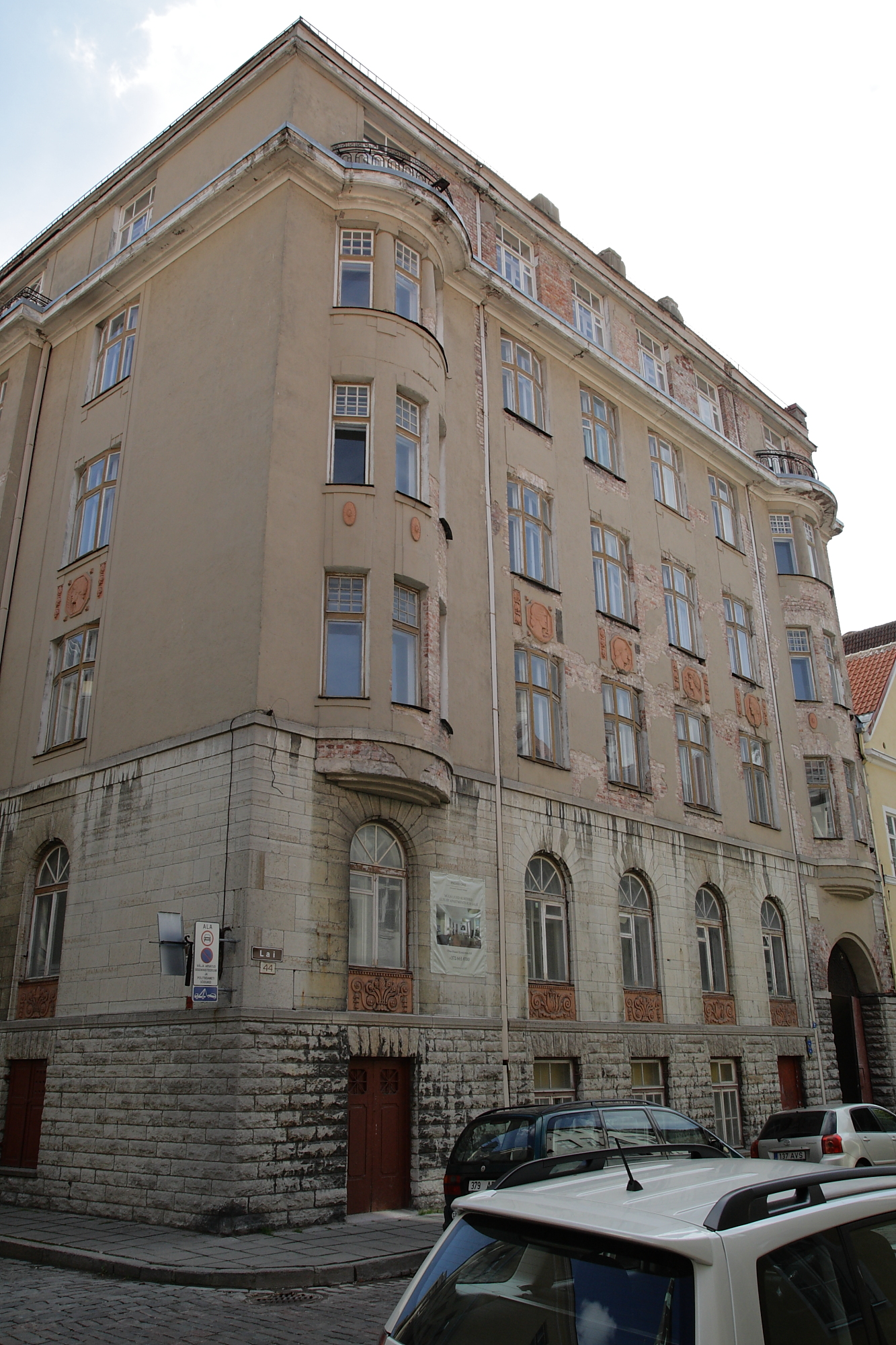
Het pand op Pagari 1

De KGB-cellen (Ests: KGB Vangikongid) zijn voormalige detentiecellen van de KGB die tegenwoordig dienstdoen als museum in de Estse hoofdstad Tallinn. Het museum wordt beheerd door het Museum van de bezetting.

## Geschiedenis
Het museum bevindt zich in de kelders van een woongebouw aan Pagari 1, dat werd gebouwd in 1912. Ten tijde van de Estische Onafhankelijkheidsoorlog (1918-1920) fungeerde het gebouw als regeringszetel van Estland. Van 1920 tot 1940 was hier het Estische Ministerie van Oorlog gevestigd.
Tijdens de Sovjetbezetting werd dit gebouw het hoofdkwartier van de NKVD, later bekend als de KGB. Gedurende deze periode werden de kelders gebruikt als detentiecellen en verhoorkamers. Na een korte detentie werden veel gevangenen  overgebracht naar de Patarei-gevangenis of gedeporteerd naar de Goelag.
Na 1991 kreeg het gebouw weer een woonfunctie.

## Gallerij

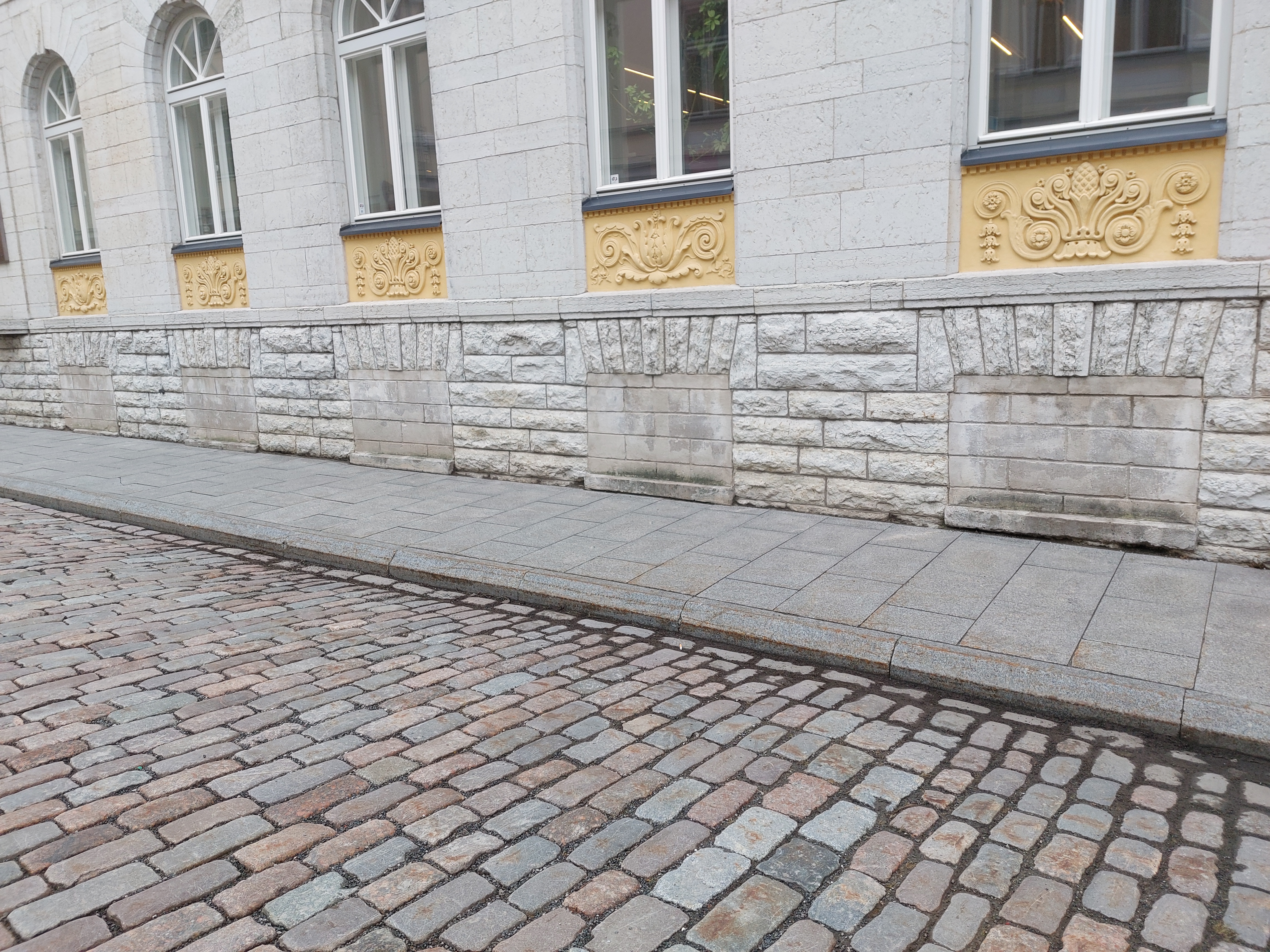
Dichtgemetselde ramen van de cellen
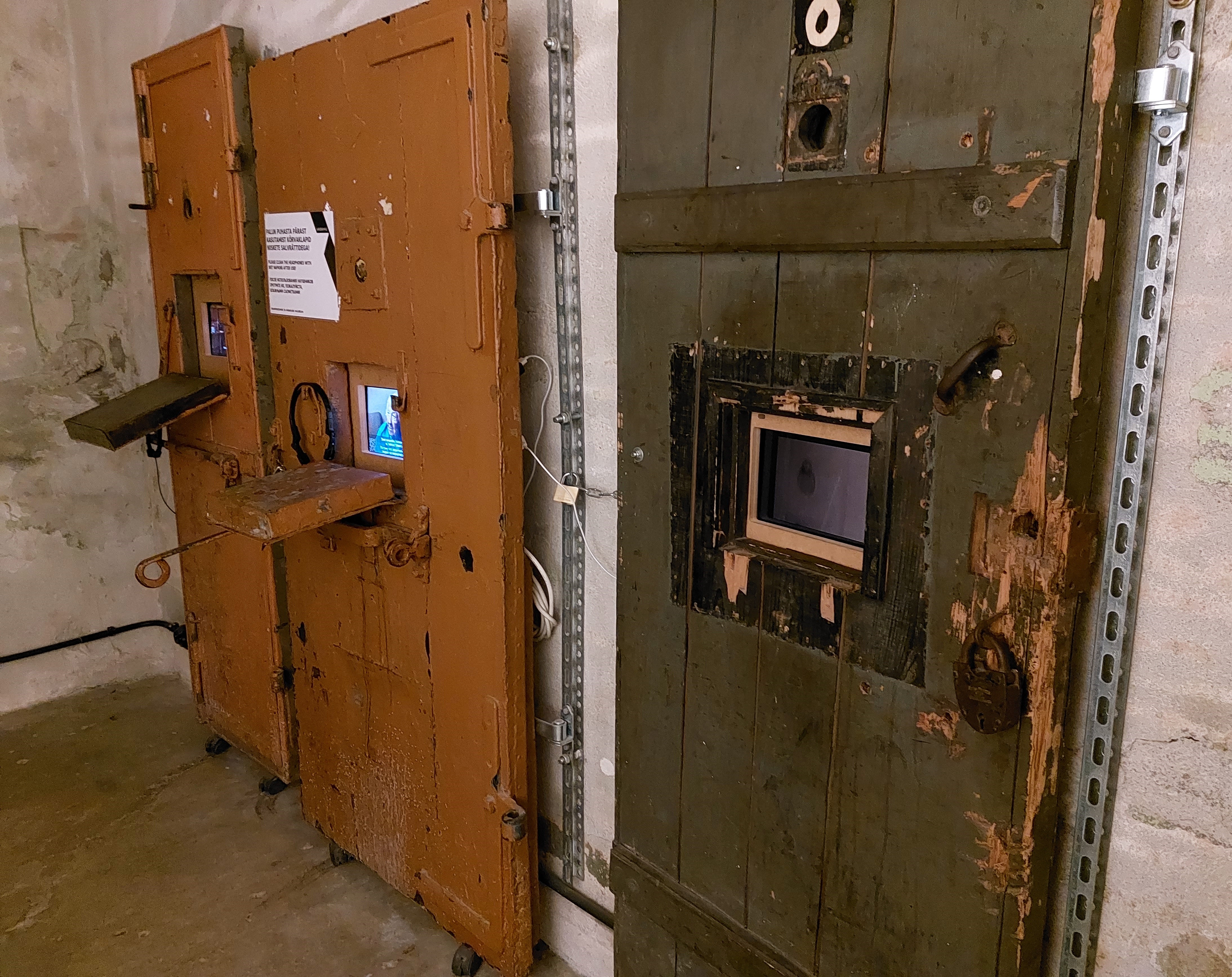
Celdeuren binnen
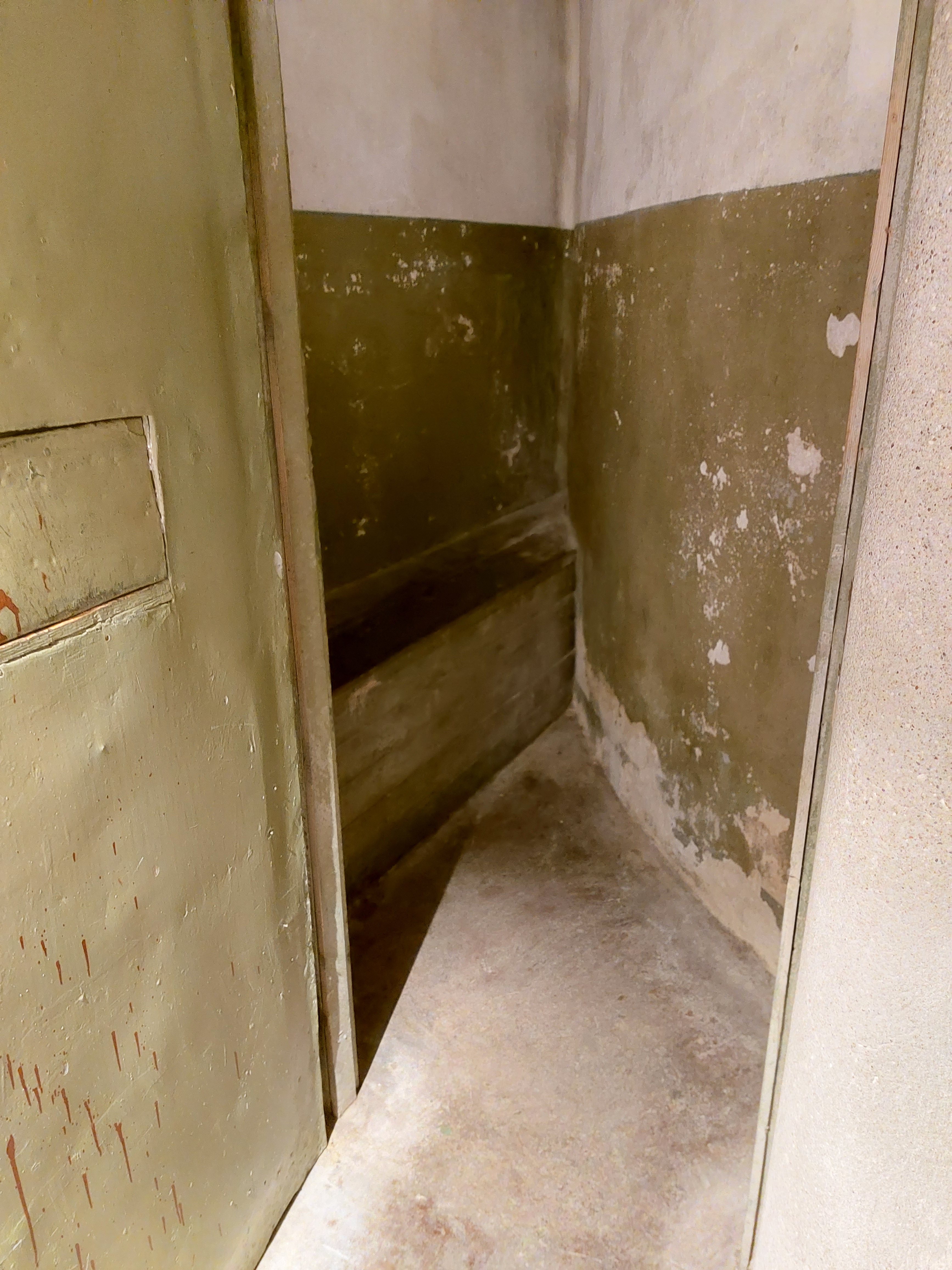
Isoleercel
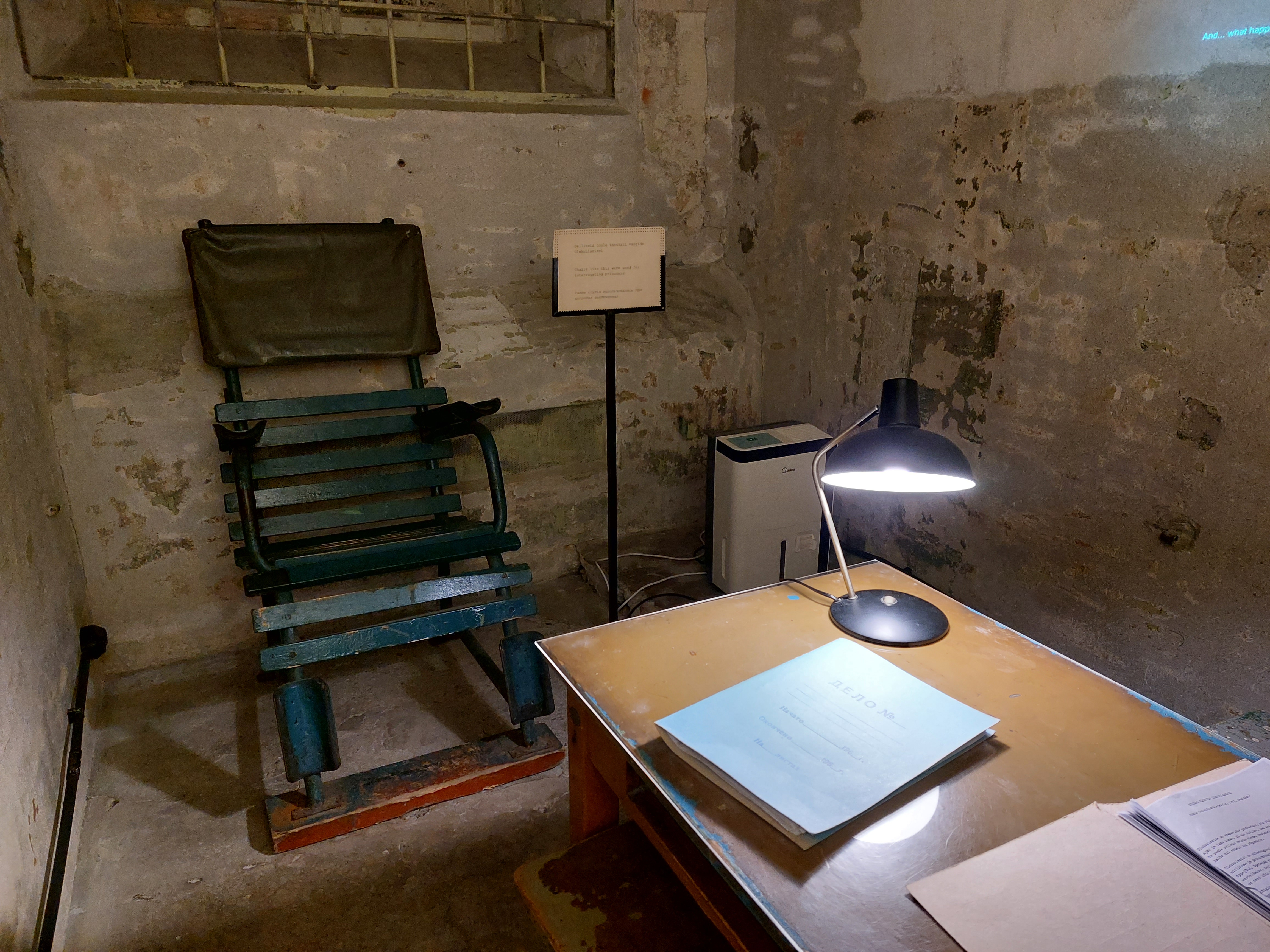
Verhoorstoel